# August Horch

August Horch

August Horch (* 12. Oktober 1868 in Winningen; † 3. Februar 1951 in Münchberg, Oberfranken) war ein deutscher Maschinenbauingenieur und Gründer der Automobilbauunternehmen Horch und Audi.

## Leben

### Herkunft und Ausbildung
Horch entstammte einer alten Winzer- und Schmiedefamilie. Nach der Schulausbildung im Alter von 13 Jahren erlernte Horch in der Schmiede seines Vaters zunächst das Schmiedehandwerk und baute sein erstes Fortbewegungsmittel: ein dreirädriges Hochrad. Von 1888 bis 1891 studierte er am Technikum Mittweida und arbeitete von 1891 bis 1899 als Maschinenbauingenieur in Rostock, Leipzig und bei Carl Benz in Mannheim. – August Horch besaß nie einen Führerschein.

### Horch & Cie.

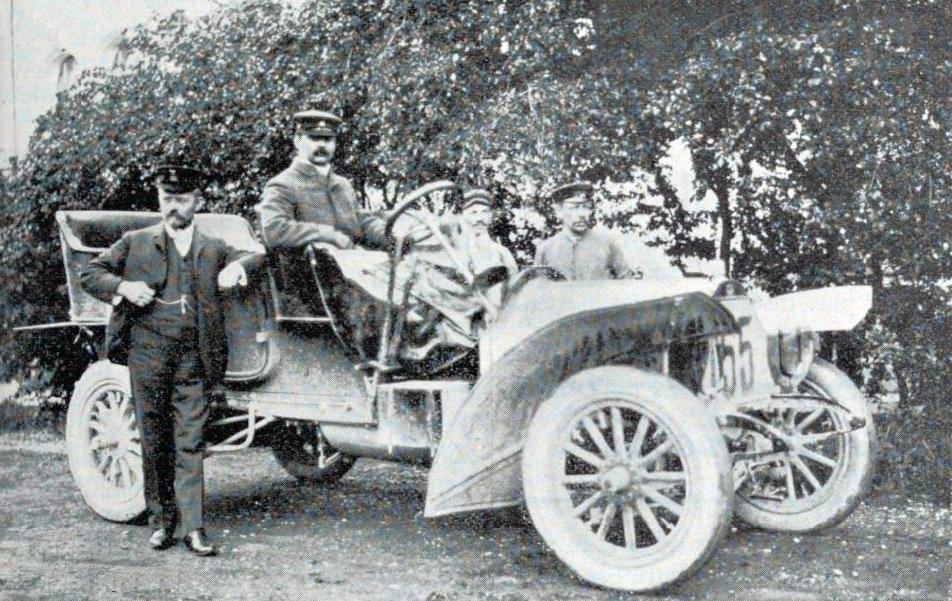
Rudolf Stöss auf Horch 18/20 hp, Sieger der Herkomer-Konkurrenz, 1906

1899 gründete August Horch das Unternehmen Horch & Cie in Köln-Ehrenfeld und baute 1900 sein erstes Automobil mit dem von ihm entwickelten „stoßfreien Motor“. Wegen seines Investors Moritz Bauer verlagerte Horch den Betrieb 1902 nach Reichenbach im Vogtland. 1903 stellte er das Modell 3 vor, ein Auto mit Vierzylindermotor, einem Hubraum von 2382 cm³ und einer Leistung von 22 PS (16 kW).

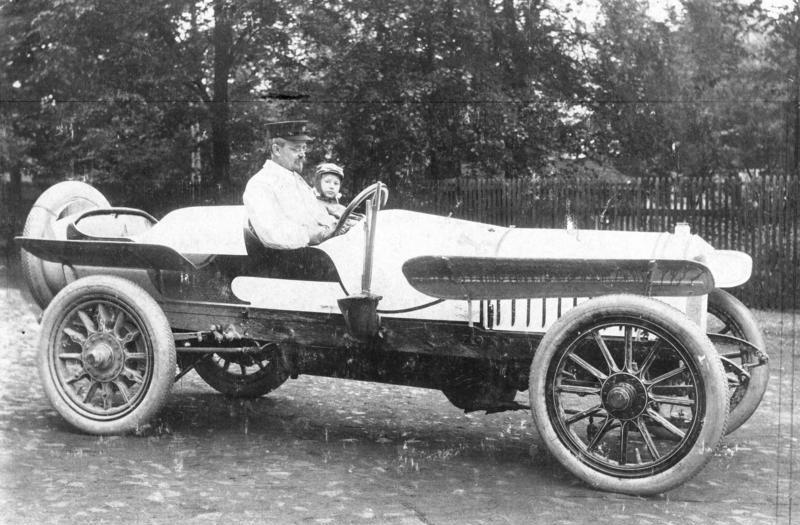
August Horch in einem seiner Wagen, 1908

Durch seine Verbindung zu Paul Fikentscher, dem Zwickauer Stadtrat und Präsidenten des 1903 im westsächsischen Zwickau neu gegründeten Sächsisch-Thüringischen Automobil-Clubs (SThAC), wurde er hier als Fahrwart Club-Mitglied. 1904 verlagerte er das Unternehmen nach Zwickau, wo es am 10. Mai als A. Horch & Cie. Motorwagenwerke Actiengesellschaft in das Handelsregister eingetragen wurde. Die schwierige Herkomer-Konkurrenz, bei der unter anderem bestimmte Steigungen überwunden werden mussten, gewann 1906 der Zwickauer Rechtsanwalt Rudolf Stöss auf einem Horch-Wagen. 1907 stellte Horch & Cie. im Horch 26/65 PS den ersten Sechszylindermotor vor. Danach kam es infolge fehlender Anschlusserfolge bei den Automobilwettbewerben zu Meinungsverschiedenheiten mit dem Aufsichtsrat. Horch verließ Anfang 1909 das Unternehmen, denn er hatte aufgrund seiner geringen Kapitalbeteiligung keine Entscheidungsmacht.

### Horch gründet Audi
Mit seinen befreundeten Investoren Paul Fikentscher und dessen Neffen Franz gründete er in Sichtweite der Zwickauer Horch-Werke ein zweites Unternehmen, die August Horch Automobilwerke GmbH, die am 16. Juli 1909 ins Handelsregister der Stadt Zwickau eingetragen wurde. Daraufhin kam es mit seinem vormaligen Unternehmen wegen des Markennamens Horch zum Rechtsstreit, den August Horch in letzter Instanz vor dem Reichsgericht in Leipzig verlor. Ein Sohn Franz Fikentschers erfand als Konsequenz aus dem Rechtsstreit den Markennamen „Audi“; das ist die Übersetzung des Imperativs „horch!“ (audi = höre! = horch!) ins Lateinische. Am 25. April 1910 wurde das Unternehmen in Audi Automobilwerke GmbH umbenannt. Anfangs beschränkte sich die Geschäftstätigkeit auf Instandhaltungs- und Reparaturarbeiten, während Horch zusammen mit Ingenieur August Hermann Lange, der ebenfalls von der Horch AG kam, einen neuen Wagen konstruierte. Im Juli 1910 lieferte Horch den ersten Audi aus. 1915 wurde das Unternehmen in eine Aktiengesellschaft umgewandelt und ging als Audiwerke AG Zwickau an die Börse.  1917 wurde Horch Mitglied der Kommission, die den ersten deutschen Panzer „A7V“ entwickelte.

### Sachverständiger in Berlin
Nach der Gründung der Aktiengesellschaft hatte Horch nur noch wenig Einfluss auf unternehmerische Entscheidungen, sodass er das aktive Geschäft verließ. Von 1920 bis 1933 arbeitete er als „Öffentlich angestellter und beeidigter Kraftfahrzeug-Sachverständiger für Kraftfahrzeuge aller Art im Bereich der Industrie- und Handelskammer zu Berlin“ und als „Beeidigter Sachverständiger für das Kammer- und Landgericht Berlin“. Darüber hinaus bekleidete Horch während dieser Zeit mehrere Ehrenämter. Unter anderem war er Mitglied der Rennleitung für das erste Avus-Rennen (1921), Aufsichtsratsmitglied der „AUKA“ zur Koordinierung der Automobilausstellung 1923, seit Januar 1924 Leiter des Normenausschusses der Deutschen Industrie, seit dem 3. November 1924 erster Präsident der Deutschen Verkehrswacht e. V. usw. 1922 verlieh ihm die TU Braunschweig die Ehrendoktorwürde. 1923 initiierte Horch die mittlerweile fast weltweit einheitliche Linkssteuerung bei Automobilen.
Während der 1920er-Jahre geriet August Horch in wirtschaftliche Schwierigkeiten, denen er mit einer Hühnerfarm an der Mosel entgegenzuwirken versuchte. Doch dieses Unternehmen brachte ihm erhebliche Verluste. Hinzu kam der schlechte Gesundheitszustand seiner Frau, sodass er sein Haus in Berlin im Herbst 1931 verkaufen musste.

### Berufung in den Aufsichtsrat der Auto Union AG
Nachdem 1932 die sächsischen Automobilhersteller DKW, Horch, Audi und Wanderer rückwirkend zum 1. November 1931 zum neuen Unternehmen Auto Union AG mit Sitz in Chemnitz zusammengeschlossen worden waren, berief der Vorstand August Horch 1933 in den Aufsichtsrat. Zum 1. Mai 1933 trat er der NSDAP bei (Mitgliedsnummer 2.594.107), verließ die Partei aber Anfang 1936 wieder. 1935 betrug die monatliche Vergütung 500,00 RM; 1938 – als Horch die Pflege seiner schwerkranken Frau in einem Heim finanzieren musste – wurde sie auf 1000,00 RM aufgestockt.
1939 ernannte die Stadt Zwickau August Horch zum Ehrenbürger.
Bereits 1941 suchte Horch vor den sich mehrenden Bombenangriffen auf Berlin Schutz in der sächsischen Provinz. Als das Kriegsende 1945 nahte, lebte er in Langenhessen bei Werdau und fürchtete, dass ihm die zuvor genossene Wertschätzung im NS-Staat zum Verhängnis werden könnte. Im Juli floh er erneut; zunächst nach Helmbrechts in Oberfranken, dann weiter nach Münchberg. Im Osten wurde er nun als Mitverantwortlicher für die unmenschliche Behandlung von Zwangsarbeitern in den Audi-Werken gebrandmarkt.

### Die Zeit nach 1945
Nach dem Krieg wurde August Horch vorgeworfen, mit den Nationalsozialisten kooperiert zu haben. Es sei in seinem Interesse gewesen, den Krieg zu verlängern, um seine eigenen Profite zu erhöhen. Deshalb sollte ihm das Ehrenbürgerrecht der Stadt Zwickau aberkannt werden. Horch behauptete jedoch, weder Mitglied der NSDAP gewesen zu sein, noch habe er Einfluss auf die Produktion von Rüstungsgütern gehabt. Die Stadtverordnetenversammlung lehnte den Antrag entsprechend ab.
Anfang Juli 1945 übersiedelte Horch nach Oberfranken, wo er mit seiner Pflegetochter und langjährigen Haushälterin Else Kolmar zunächst Unterkunft in Helmbrechts fand, bis sich drei Monate später eine Wohnung in Münchberg anbot. Die geplante Rückkehr nach Winningen ließ die französische Besatzungsmacht nicht zu. Horchs Ehefrau starb am 26. März 1946 im Pflegeheim in Berlin, wenige Tage später auch sein Sohn Eberhard. Im Sommer 1948 heiratete Horch Else Kolmar, die einer jüdischen Familie entstammte und dank Horchs Bekanntheit von nationalsozialistischer Verfolgung verschont geblieben war.
Die 1949 nach einer ersten Gründung von 1948 erneut gegründete Auto Union GmbH in Ingolstadt würdigte das Lebenswerk des inzwischen 81-jährigen August Horch, indem sie ihn in den Aufsichtsrat berief.

## Ehrungen

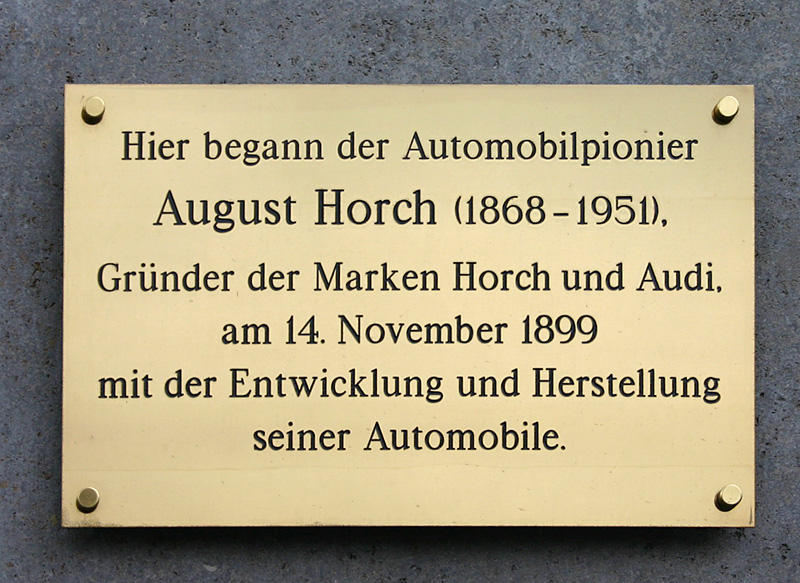
Gedenktafel in Köln-Ehrenfeld

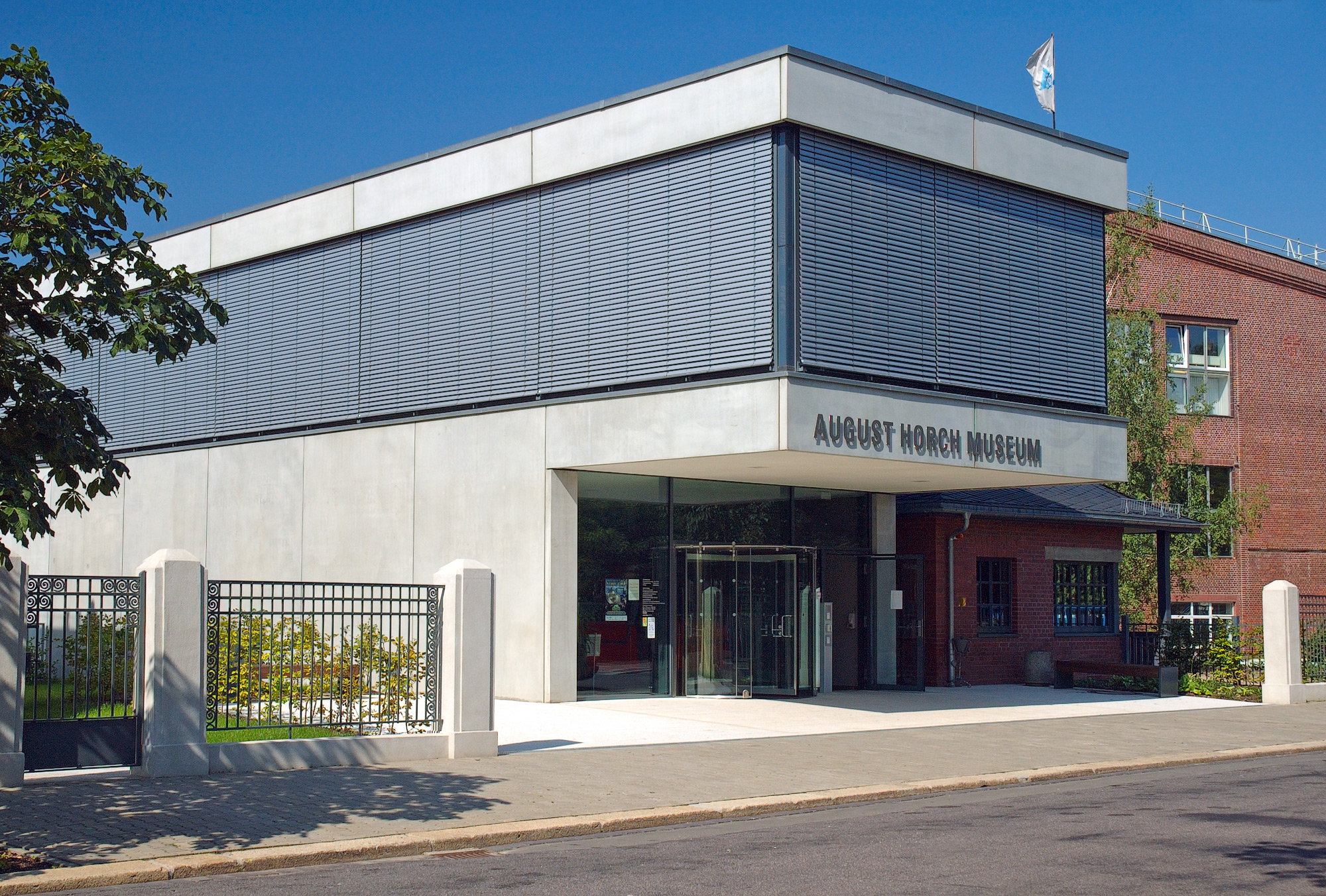
August Horch Museum Zwickau

- Ehrendoktorwürde der TU Braunschweig 1922
- 1938 verlieh der Verein Deutscher Ingenieure (VDI) seinem langjährigen Mitglied August Horch anlässlich dessen 70. Geburtstages das VDI-Ehrenzeichen.[14]
- August Horch wurde 1939 Zwickauer Ehrenbürger.
- Horchs Geburtsort Winningen verlieh ihm 1949 die Ehrenbürgerschaft.[7]
- Das Landesmuseum Koblenz widmet den Werken Horchs eine eigene Abteilung.
- Ein Museum in der Schule von Horchs Geburtsort Winningen zeigt unter anderem eine Ausstellung zu seinem Lebenswerk.
- An Gernot Rumpfs Erfinderbrunnen, den die IHK 1983 der Stadt Koblenz schenkte, soll eine der eigenwilligen Tierskulpturen an August Horch erinnern.[15]
- Umbenennung der Berufsbildenden Schule Andernach in BBS August-Horch-Schule 2005
- In Zwickau ist das Berufliche Schulzentrum (BSZ) für Technik in der Dieselstraße 17 nach ihm benannt.
- Die Volkssternwarte in Drebach (Erzgebirge) nennt den entdeckten Planetoiden 2000 SS44 nach August Horch. Er trägt seit 2007 die offizielle Bezeichnung (62190) Augusthorch.
- Nach August Horch wurden in vielen Städten und Gemeinden Straßen benannt, oft in Industrie- und Gewerbegebieten, u. a. in Bremen, Erkelenz, Gifhorn, Kaisersesch, Koblenz, Köln, Lüneburg, Mainz, Münchberg, München, Münster, Polch, Reinsdorf, Simmern und Winningen, hier ist sie die Hauptstraße des Ortes.

## Werke
- Ich baute Autos. Schützen-Verlag, Berlin 1937.
- Aus meinen Wanderjahren. Hillger-Verlag, Berlin 1939.
- Das Auto – mein Leben. Stuttgart 1982.